# Maria von Brabant (1190–1260)
Maria von Brabant (* 1190; † zwischen 9. März und 14. Juni 1260) war deutsche Kaiserin als Ehefrau des Kaisers Otto IV. (* wohl 1176/77; † 19. Mai 1218 auf der Harzburg).
Sie war die Tochter von Heinrich I., Herzog von Brabant, und Mathilde von Boulogne.

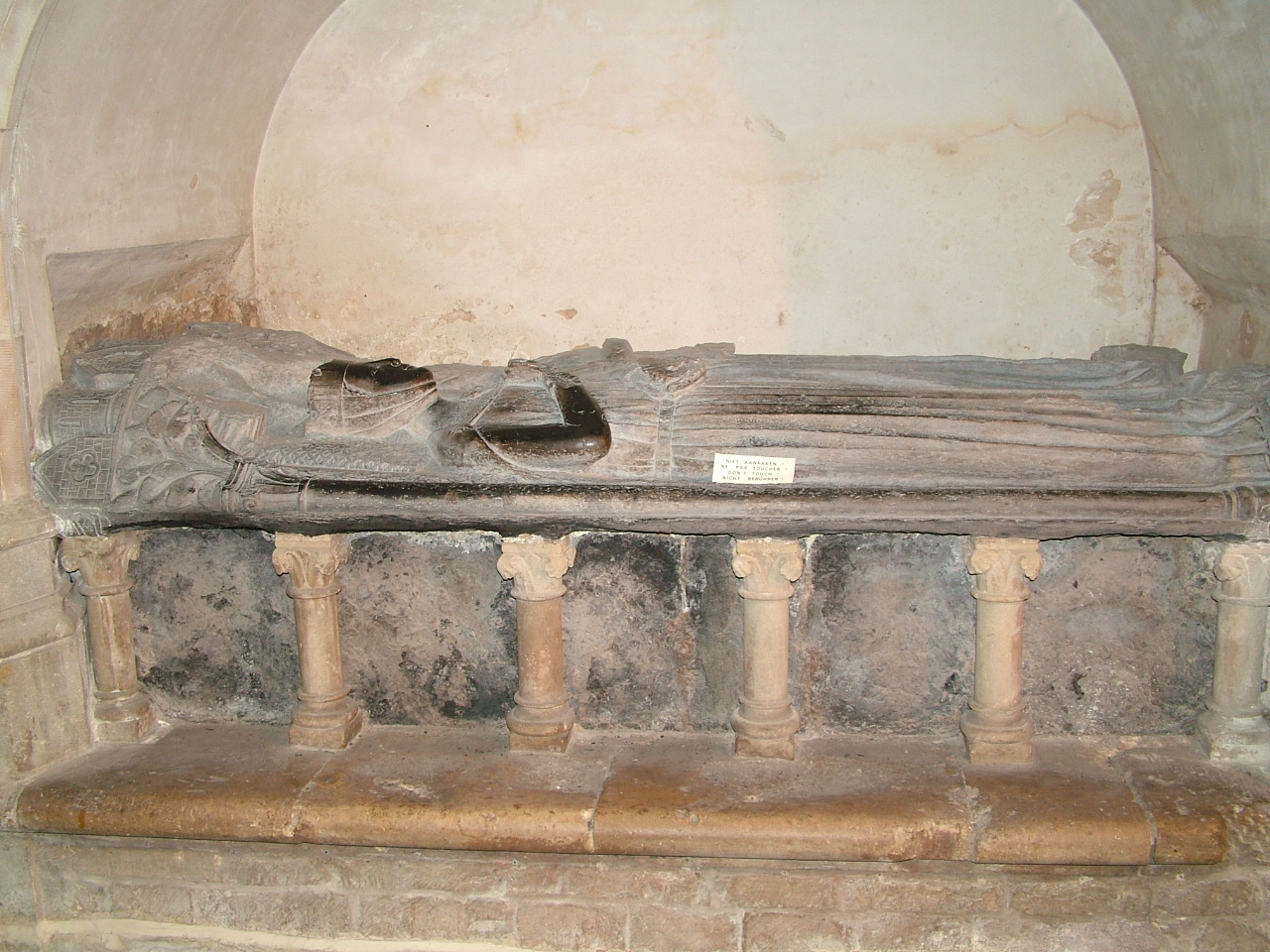
Grabstätte der Maria von Brabant

1198 wurde Maria mit dem Welfen Otto IV. verlobt, Herzog Heinrich zögerte die Hochzeit jedoch in der Folgezeit aufgrund des aktuellen Streits um den deutschen Thron hinaus, sein Seitenwechsel 1204 brachte das Projekt ganz zum Erliegen, ohne dass die Verlobung formell aufgelöst wurde.
Otto IV. heiratete 1212 die Stauferin Beatrix von Schwaben, die jedoch wenige Tage nach der Hochzeit starb. Da Heinrich sich Jahre zuvor nach der Ermordung von Ottos Widersacher Philipp von Schwaben (1208) mit Otto IV. ausgesöhnt hatte, wurde nun Maria als Ehefrau wieder interessant: Am 19. Mai 1214 wurde die Ehe in Maastricht doch noch geschlossen.
Maria von Brabant verschuldete sich beim Spielen, was den Kaiser zeitweise in finanzielle Bedrängnis brachte.
Zwei Jahre nach Ottos Tod schloss sie im Juli 1220 mit dem Grafen Wilhelm I. von Holland eine zweite Ehe. Wilhelm starb bereits zwei Jahre später, am 4. Februar 1222. Beide Ehen blieben kinderlos.
In ihrer zweiten Witwenschaft nahm sie wieder den Titel einer Kaiserin an, den sie noch Jahrzehnte nach Ottos Tod benutzte, als sie bei Binderen in Brabant das Zisterzienserinnenkloster Locus imperatricis gründete.
Ihr Grab befindet sich in der St. Pieterskirche in Löwen.